# 冴木卓麻
冴木 卓麻（さえき たくま）は、森川ジョージの漫画作品およびそれを原作とするアニメ『はじめの一歩』に登場する架空の人物。アニメ版での声優は梁田清之。

## キャラクター概要
河合ボクシングジム所属の元プロボクサー。元フェザー級日本ランカーで、そのスピードとテクニックから「スピード・スター」の異名を持ったアウトボクサー。生年月日は1970年4月7日。血液型はA型。一人称は「オレ」。
元はオリンピック代表が確実視されていたアマチュアの有名選手だったが、アマの試合では味わえないスリルを求めて大学を中退しプロに転向。スパーリングで当時の日本王者伊達英二と互角の勝負を展開するほどの実力を誇った。
A級ボクサー賞金トーナメント初戦で幕之内一歩と対戦し、寸分違わぬ正確なリズムと驚異的なスピード、相手の視野を奪うフリッカージャブで死角に入り窮地に追い込むも、正確すぎるリズムが仇となって行動パターンを読まれ逆転KOで敗北。その後挑戦した千堂武士のタイトル初防衛戦でも、千堂の圧倒的な迫力の前に1R67秒でKO負けを喫した。それから長く劇中に現れなかったが、一歩対マルコム・ゲドー戦後に再び登場し、板垣学、唐沢、福井らと共にA級ボクサー賞金トーナメントへの出場を表明した。ランキングは一歩との対戦時で2位。通算戦績は明らかになっていないが、板垣と戦うまでの敗戦は一歩と千堂だけである。A級ボクサー賞金トーナメントで板垣に敗北、彼に自分の夢を託し引退した。引退後は回転寿司屋を本職としている。
ボクシングと同じく寿司を握るのが速く、板垣からは「凄まじい速度、ボクの眼でも何をどうやっているのか追えない」と言わしめた。伊達らと同席した酒席において「現役（選手）なのに（酒を）飲んでいいのか？」と窘める千堂に対して「先輩からの酒の勧めは断れない」と応えている。木下ボクシングジムの唐沢拓三とは友人関係に当たる。
ファイトスタイルのモデルは、実在するプロボクサーのパーネル・ウィテカー。